# Hospicjum św. Łazarza
Hospicjum św. Łazarza  – hospicjum w Krakowie, w Polsce, które powstało w 1996 roku. Prowadzone jest przez Towarzystwo Przyjaciół Chorych.

## Lokalizacja
Hospicjum mieści się przy ul. Fatimskiej 17 na terenie Nowej Huty w Dzielnicy XVI Bieńczyce.

## Historia
W 1978 roku proboszcz kościoła Matki Bożej Królowej Polski Józef Gorzelany rozpoczął starania o zgodę na budowę budynku hospicjum na działce obok kościoła. W 1981 roku powstał Komitet założycielski Towarzystwa hospicyjnego. 29 września 1981 zostało zarejestrowane Towarzystwo Przyjaciół Chorych „Hospicjum” w Krakowie. Zgodnie ze statutem członkiem Towarzystwa można było zostać po wpłacie składki, która w 1981 roku wynosiła 240 zł rocznie. Instytucje i organizacje mogły wesprzeć działania Towarzystwa zostając członkami wspierającymi po wpłacie 2400 złotych. Pierwsze walne zebranie członków odbyło się 26 października 1981 roku w Instytucie Onkologii na ul. Garncarskiej 11. Wybrani Zarząd i Komisję rewizyjną oraz ustalono, że siedzibą Towarzystwa będzie Instytut Onkologii. W 1984 roku podpisało z parafią umowę o wieczystym użytkowaniu parceli, na której miał być zbudowany budynek.
Projekt przygotował krakowski architekt Wojciech Pietrzyk. Gdy w 1989 roku otrzymano pozwolenie na budowę nadzór objął architekt Jerzy Chronowski, członek zarządu, który po konsultacjach z autorem projektu zaktualizował projekt i wprowadził zmiany opracowując szczegóły detali architektonicznych i dobór materiałów.
Towarzystwo zgodę na budowę otrzymało dopiero w 1989 roku wyrokiem Sądu Najwyższego. Podczas pielgrzymki w 1983 roku na krakowskich Błoniach papież Jan Paweł II poświęcił kamień węgielny pod budowę przyszłego hospicjum. Został on wmurowany w fundamenty 4 maja 1991 roku. Po ukończeniu budowy 14 grudnia 1996 roku Hospicjum św. Łazarza zostało oficjalnie otwarte.

## Finansowanie
Opieka w Hospicjum św. Łazarza jest bezpłatna dla chorego i jego rodziny. Narodowy Fundusz Zdrowia pokrywa niespełna 50 procent kosztów związanych z działalnością placówki. Brakującą kwotę Towarzystwo pozyskuje dzięki zbiórkom, datkom i wpłatom z 1 proc. podatku. Prowadzi akcje takie jak: Pola Nadziei, Kwesta listopadowa, „Wolontariat z żonkilem w tle…”, „Pożyteczny 1%”.

## Struktura organizacyjna
- Oddział Stacjonarny (43 łóżka; uruchomiony 22 stycznia 1998)[8],
- Poradnia Medycyny Paliatywnej,
- Hospicjum Domowe,
- Poradnia Leczenia Obrzęku Limfatycznego,
- Zespół Opieki Długoterminowej,
- Zespół Wsparcia Osieroconych.

## Nagrody
- 2005: nagroda „Kryształy Soli”[9]
- 2006: Nagroda TOTUS w kategorii „Promocja człowieka, praca charytatywna oraz edukacyjno-wychowawcza”[10]
- 2007: Brązowy Medal Cracoviae Merenti[11]